# Paul Errera

Paul-Joseph Errera (Laken, 23 juli 1860 - Brussel, 12 juli 1922) was een Belgisch advocaat en hoogleraar aan de ULB.

## Levensloop
Tweede zoon van het echtpaar Giacomo Errera-Oppenheim, promoveerde hij tot doctor in de rechten en geaggregeerde van het hoger onderwijs.
Zijn voornaamste carrière doorliep hij in de Université libre de Bruxelles (ULB), waar hij in 1900 gewoon hoogleraar werd, belast met de cursus publiekrecht. In 1903 werd hij ook belast met het vak grondwettelijk recht. In 1908-1911 was hij rector van de ULB en in 1918-1922 ondervoorzitter van de raad van bestuur van de universiteit.
Hij was ook politiek actief. In 1890 werd hij liberaal gemeenteraadslid en in 1912 tot 1921 burgemeester van Ukkel.
Binnen de Joodse gemeenschap was hij juridisch raadgever voor het Centraal Consistorie. Vanaf 1895 was hij voorzitter van de Alliance israélite universelle. Hij was ook lid van het Centraal comité van de Jewish Colonization Association' en erevoorzitter van EZRA.
Hij was geassocieerd lid van het Instituut voor Publiek Recht, ondervoorzitter van de Hoge Raad voor Congo-Vrijstaat, lid van de Belgische Academie voor archeologie en corresponderend lid van de Belgische Koninklijke Academie.
Paul Errera trouwde in 1890 in Parijs met Isabelle Goldschmidt, dochter van de bankier Benedict Hayum Goldschmidt, en ze kregen twee kinderen: Gabrielle (1892-1998) en Jacques Errera (1896-1977).

## Publicaties
- Législation belge sur les cimetières, 1886.
- Les Masuirs. Etude de droit foncier ancien, Brussel, 1891.
- Adolphe Quetelet, 1894.
- Quelques aspects de l'évolution de la propriété, Brussel, 1898.
- Les institutions communales en Belgique, Brussel, 1900.
- La personnification civile des associations, Brussel, 1907.
- Traité de droit public belge. Le droit administratif, Parijs, 1909.
- La personnification civile des universités de Bruxelles et de Louvain, 1912.
- Paul Errera publiceerde talrijke bijdragen in het Journal des Tribunaux, de Pandectes belges, La Belgique judiciaire en de Revue de Belgique.